# Hilara macedonica
Hilara macedonica är en tvåvingeart som beskrevs av Engel 1941. Hilara macedonica ingår i släktet Hilara och familjen dansflugor. Inga underarter finns listade i Catalogue of Life.